# Neotheropoda
Die Neotheropoda sind eine Gruppe innerhalb der theropoden Dinosaurier. Sie umfasst sämtliche fortgeschrittenere Theropoda einschließlich der Ceratosauria und der Tetanurae, schließt aber einige sehr ursprüngliche Formen aus, wie beispielsweise Eoraptor und die Herrerasauridae. Diesen sehr ursprünglichen Formen fehlen viele der vogelähnlichen Merkmale, welche die Neotheropoda auszeichnet.
Dabei ist umstritten, welche dieser ursprünglichen Formen tatsächlich innerhalb der Theropoda klassifiziert werden können: So sieht beispielsweise Langer (2004) Guabeisaurus als einzige Form, die zwar den Theropoda zuzurechnen ist, jedoch außerhalb der Neotheropoda steht, während er Formen wie Eoraptor und die Herrerasauridae außerhalb der Theropoda klassifiziert. Sereno (1999) ordnet dagegen Eoraptor und die Herrerasauridae innerhalb der Theropoda und außerhalb der Neotheropoda ein.
Dieser Artikel behandelt das Taxon Neotheropoda aus phylogenetischer Sicht – für weitergehende Informationen über Merkmale und Biologie dieser Tiere siehe den Hauptartikel Theropoda.

## Zeitliche Einordnung
Die ältesten Neotheropoda stammen aus dem späten Carnium (Obertrias, vor 228 Millionen Jahren) und schließen beispielsweise Coelophysis bauri mit ein. Da die heutigen Vögel von neotheropoden Dinosauriern abstammen, schließen die Neotheropoda aus phylogenetischer Sicht die Vögel mit ein. Die letzten Nicht-Vogel-Neotheropoda starben beim Massenaussterben an der Kreide-Tertiär-Grenze vor etwa 65,5 Millionen Jahren aus.

## Definition und Synapomorphien
Das Taxon Neotheropoda wurde 1986 von Robert Bakker aufgestellt. Es ist definiert als knotenbasiertes Taxon (node-based definition), das den letzten gemeinsamen Vorfahren von Coelophysis bauri und Passer domesticus (Haussperling) sowie alle Nachfahren dieses Vorfahren mit einschließt.
Die Neotheropoda lassen sich durch zahlreiche gemeinsam abgeleitete Merkmale (Synapomorphien) von ursprünglicheren Formen abgrenzen. Beispiele sind das Tränenbein (Lacrimale), das großflächig an der Schädeloberseite zutage tritt, sowie das Kreuzbein, das aus 5 Kreuzbeinwirbeln besteht. Der zweite Finger ist der Längste der Hand, zudem ist das vorletzte Fingerglied (Kralle nicht mitgezählt) das Längste.

## Systematik
Es folgt ein aktuelles Kladogramm-Beispiel, vereinfacht nach Nesbitt und Kollegen (2009):
|  | Staurikosaurus                                                 |
|  |                                                                |
|  | \| \| Herrerasaurus \| \| \| \| \| \| Chindesaurus \| \| \| \| |
|  |                                                                |
|  | Herrerasaurus                                                  |
|  |                                                                |
|  | Chindesaurus                                                   |
|  |                                                                |

|  | Herrerasaurus |
|  |               |
|  | Chindesaurus  |
|  |               |

|  | Eoraptor                                              |
|  |                                                       |
|  | \| \| Tawa \| \| \| \| \| \| Neotheropoda \| \| \| \| |
|  |                                                       |
|  | Tawa                                                  |
|  |                                                       |
|  | Neotheropoda                                          |
|  |                                                       |

|  | Tawa         |
|  |              |
|  | Neotheropoda |
|  |              |

|  | Staurikosaurus                                                 |
|  |                                                                |
|  | \| \| Herrerasaurus \| \| \| \| \| \| Chindesaurus \| \| \| \| |
|  |                                                                |
|  | Herrerasaurus                                                  |
|  |                                                                |
|  | Chindesaurus                                                   |
|  |                                                                |

|  | Herrerasaurus |
|  |               |
|  | Chindesaurus  |
|  |               |

|  | Eoraptor                                              |
|  |                                                       |
|  | \| \| Tawa \| \| \| \| \| \| Neotheropoda \| \| \| \| |
|  |                                                       |
|  | Tawa                                                  |
|  |                                                       |
|  | Neotheropoda                                          |
|  |                                                       |

|  | Tawa         |
|  |              |
|  | Neotheropoda |
|  |              |